# Washington (Illinois)
Washington is een plaats (city) in de Amerikaanse staat Illinois, en valt bestuurlijk gezien onder Tazewell County.

## Demografie
Bij de volkstelling in 2000 werd het aantal inwoners vastgesteld op 10.841. In 2006 is het aantal inwoners door het United States Census Bureau geschat op 13.365, een stijging van 2524 (23,3%).

## Geografie
Volgens het United States Census Bureau beslaat de plaats een oppervlakte van 19,4 km², geheel bestaande uit land. Washington ligt op ongeveer 228 m boven zeeniveau.

## Plaatsen in de nabije omgeving
De onderstaande figuur toont nabijgelegen plaatsen in een straal van 12 km rond Washington.